# Erfaringsdeling
Erfaringsdeling kan defineres som "deling af erfaringer". Dette kan eksempelvis være når hjemmesider laves med ratingsystemer af køreskoler og biograffilm. Det er ikke så udbredt i Danmark at dele sine erfaringer offentligt, men flere og flere tiltag er på vej frem. Indenfor uddannelsessektoren er der eksempelvis begyndt at dukke flere og flere sites op, som forsøger at skabe debatter og offentlige vurderinger af uddannelsesmiljøet i Danmark.